# 暁闇のヴォルフ
『暁闇のヴォルフ』（あかつきやみのヴォルフ』）は緒方ていによる日本のファンタジー漫画作品である。時代考証協力とドイツ語訳は森貫史。幻冬舎発行の漫画雑誌『コミックバーズ』にて、2011年4月号から2013年3月号まで連載。単行本は全4巻。

## あらすじ
舞台は第一次世界大戦の敗北、そしてそれに伴う反乱と革命の記憶も新しいワイマル共和国。世界最後の魔導師を喰らった狼王ヴォルフは、何の因果か魔導師の孫娘フェルスと共に行動することとなる。人間と相容れない存在であり、娘を置いていこうとするヴォルフ。しかしその心臓には魔導師が死の間際に放った2つの呪いがかかっていたのであった。
旅を続ける2人の前に、次々と闇の怪物達が襲い掛かる。2つの呪いの意味とは!?　そして2人の行く先に待ち受けるものは･･･!?

## 主な登場人物
ヴォルフ
本編の主人公、狼王。満月の夜に人狼になると記憶も無くなるため本名不明。ヴォルフはフェルスに呼称を尋ねられた際に答えたもので、ドイツ語で狼の意。人名としては姓、名のどちらとしても用いられている。
世界最後の魔導師を喰らったことでその心臓に『愛』と『正義』の2つの呪いをかけられる。それらに逆って行動しようとすると心臓が痛んでしまうため、不本意ながらも困っている人を見捨てておけない。最後の魔導師が被っていた帽子を身に着けている。フェルスからは物語の途中から「ヴォルフィ」の愛称で呼ばれる。
フェルス
ヒロイン。10歳。魔導師の孫娘であり、ヴォルフと旅をしている。『人の心の色』を見る力を持ち、視力を祖父によって封印され、盲目である。その眼には世界を滅ぼす更なる力があると祖父に告げられていた。
世界最後の魔導師
フェルスの祖父でフェルスからは『オーパ（おじいさんの意）』と呼ばれる。フェルスの『人の心の色』を見る力は彼に施されたものだが、それは本来の力を封印し『悪』に利用されることを恐れたために与えられた代わりのものであった。ヴォルフにその身と引き換えに2つの呪いをかけ死亡する。
ヴィルトゥス・ヘルベルト
闇の討伐者。狼王にエリーゼを食い殺され、仇として後を追っている。
悪魔との取り引きで自分の寿命（心臓に疾患があり数か月の寿命）と引き換えに「聖ウルズラの乙女達」の持つ1万1千の聖遺物を使用する。
悪魔（メールヒェンの住人）
- ハーメルンの笛吹き男 - 後にアドルフ・ヒットラーに成り代わる。
- ハットー2世 - 無数のネズミに魂を分割していた。
- アルミニウスとの再会を望む少女
- フェンリル - 機関銃を身体に埋め込まれているなど、一部が機械化されている。
- ヨルムンガンド - 列車と一体化していたがヴィルトゥスに討伐された。

その他
- ホルスト・ヴェッセル - 突撃隊隊員。現実では『旗を高く掲げよ』の作詞者となるが、発表前に射殺される。

## 用語解説
メールヒェンの住人
現世とは異なる世界に棲む悪魔や怪物達を指す。悪魔などは人間の欲望と肉体をもって召喚される。
強力な者程現世に来ることは出来ないはずとされている。

## 単行本
- 緒方てい『暁闇のヴォルフ』幻冬舎〈幻冬舎コミックス バーズコミックス〉、全4巻
  1. 2011年7月24日初版第一刷発行（7月23日発売） ISBN 978-4-3448-2265-8
  2. 2012年1月24日初版第一刷発行（1月24日発売） ISBN 978-4-3448-2401-0
  3. 2012年8月24日初版第一刷発行（8月24日発売） ISBN 978-4-3448-2575-8
  4. 2013年2月23日初版第一刷発行（2013年2月23日発売） ISBN 978-4-3448-2733-2